# ゲルゼンキルヒェン
ゲルゼンキルヒェン（Gelsenkirchen）は、ドイツ連邦共和国ノルトライン＝ヴェストファーレン州に属す都市。ゲルゼンキルヘンとも表記される。

## 地勢・産業
ルール地方に位置する工業都市。近隣の都市としては、約10キロメートル南東にボーフム、20キロメートル東にドルトムント、25キロメートル西にデュースブルク、40キロメートル南西にデュッセルドルフが位置している。

## 歴史
19世紀までは小さな村であったが、産業革命の進展とともに急激な発展を遂げた。20世紀に入り、ナチス政権においては、石炭の採掘や石油精錬の中心都市にまで成長したが、それゆえに第二次世界大戦では連合国による激しい爆撃の対象となった。第二次世界大戦後は復興を果たし、最盛期には人口が40万人にまで達した。しかし、産業の衰退によって人口が減少していき、現在に至っている。

## 人口統計
2023年現在、ゲルゼルキルヒェンの人口はおよそ266,000人である。ゲルゼンキルヒェンは第二次世界大戦後に工業都市となり、エッセンやデュースブルクとともにルール地方を代表する都市であった。
ゲルゼンキルヒェンにはその時代から多くの外国市民が住んでおり、特にトルコ人が多く、ドイツでトルコ人が最も多い都市の一つである。同地出身のトルコ系の有名人として、サッカー選手のメスト・エジルやイルカイ・ギュンドアンがいる。2000年代からルーマニアやブルガリアの経済難民が欧州連合に加盟後、その国々からの経済難民の数も増えた。

## 動物園
ツォーム・エアレープニスヴェルト（Zoom Erlebniswelt, 旧称ルール動物園／Ruhr-Zoo）にはホッキョクグマがいる。

## スポーツ

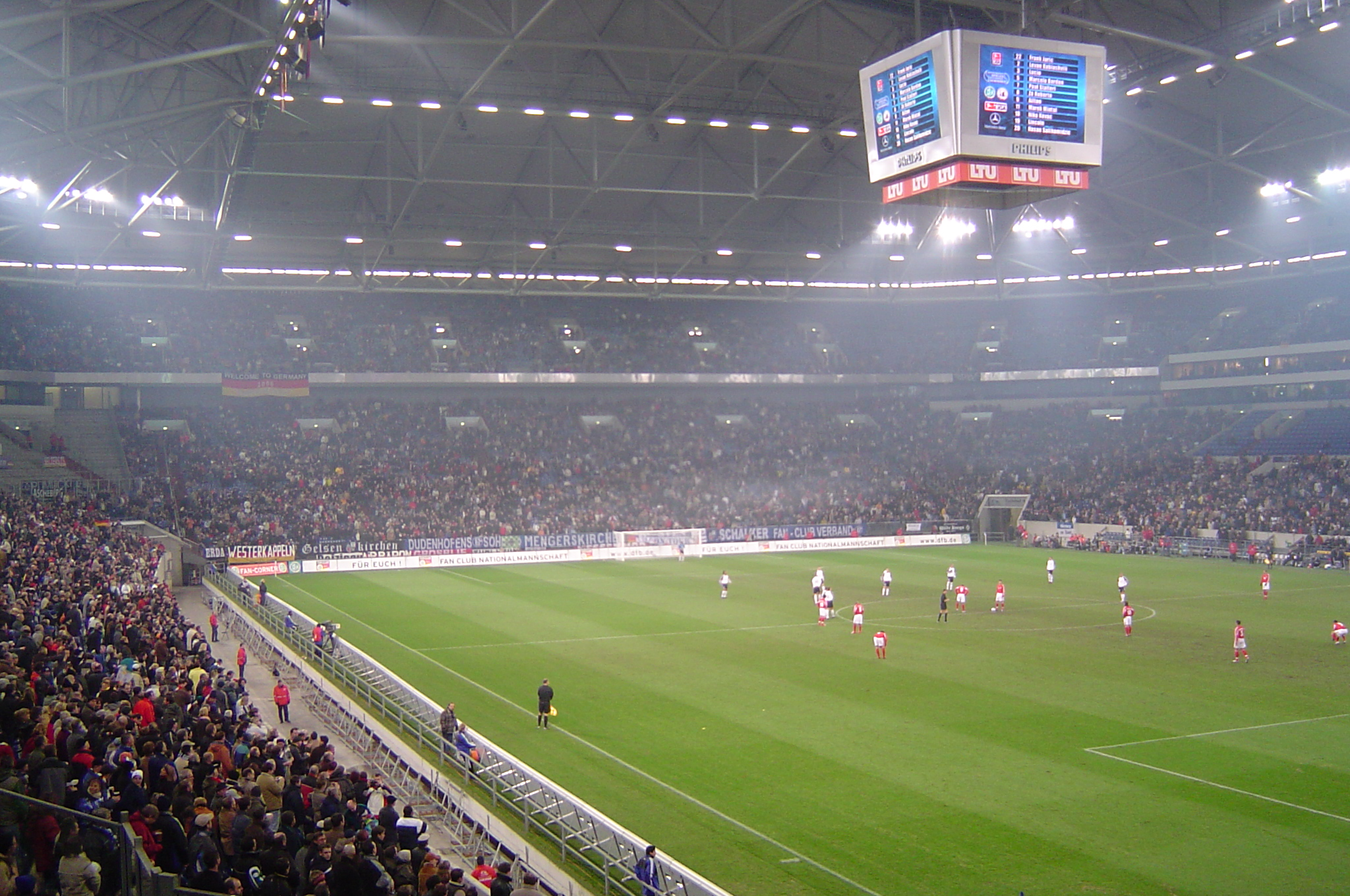
シャルケのホームスタジアム（2006年W杯会場）

Königsblau（王者の青、ケーニヒスブラウ）の愛称で親しまれているシャルケ04が、この街を代表するサッカークラブである。サッカー・ブンデスリーガに所属する。第二次世界大戦前には6回の優勝を果たし、この街の労働者階級などから熱狂的な支持を受けた。戦後はかつてほどの強さはないものの、ファンからの支持は変わらず、観客動員数は常に上位を保っており、ドイツ国内の人気はバイエルン・ミュンヘンに次ぐものである。2004-2005年のシーズンでは、優勝を狙える位置にまでつけたものの、終盤に失速してバイエルン・ミュンヘンに優勝をさらわれた。2010-2011シーズンに内田篤人が加入したことにより、日本人からの注目も高まった。
本拠地のフェルティンス・アレーナ（旧称アレーナ・アウフシャルケ）は、2003-2004シーズンのUEFAチャンピオンズリーグ決勝を開催したほか、2006年のドイツ・ワールドカップでは準々決勝イングランド対ポルトガルなど5試合の試合会場となった。

## 姉妹都市
- ニューカッスル・アポン・タイン（イギリス）
- ゼニツァ（ボスニア・ヘルツェゴビナ）
- シャフトゥイ（ロシア）
- オルシュティン（ポーランド）
- コトブス（ドイツ）
- ブユクチェクメジェ（英語版）（トルコ）

## 出身人物
- ヴェルナー・メルダース：第二次世界大戦のエース・パイロット
- ハミト・アルトゥントップ：サッカー選手
- メスト・エジル：サッカー選手
- マヌエル・ノイアー：サッカー選手
- イルカイ・ギュンドアン：サッカー選手
- カーン・アイハン：サッカー選手

## ギャラリー

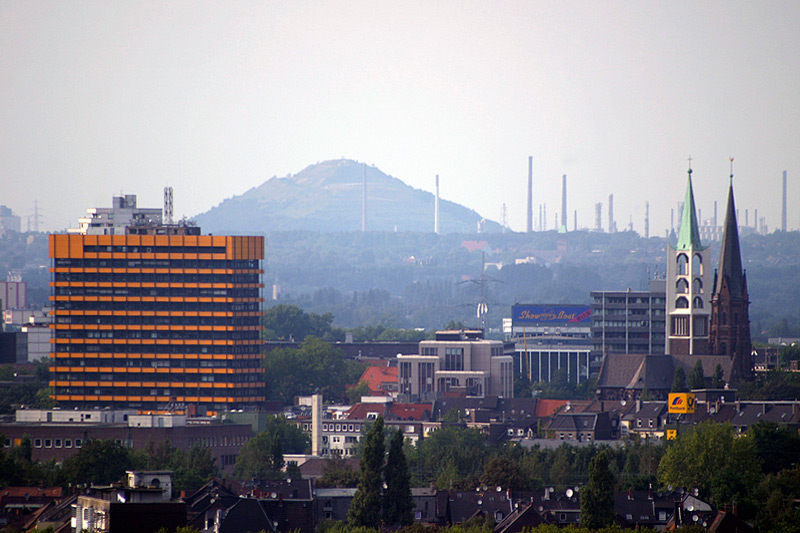
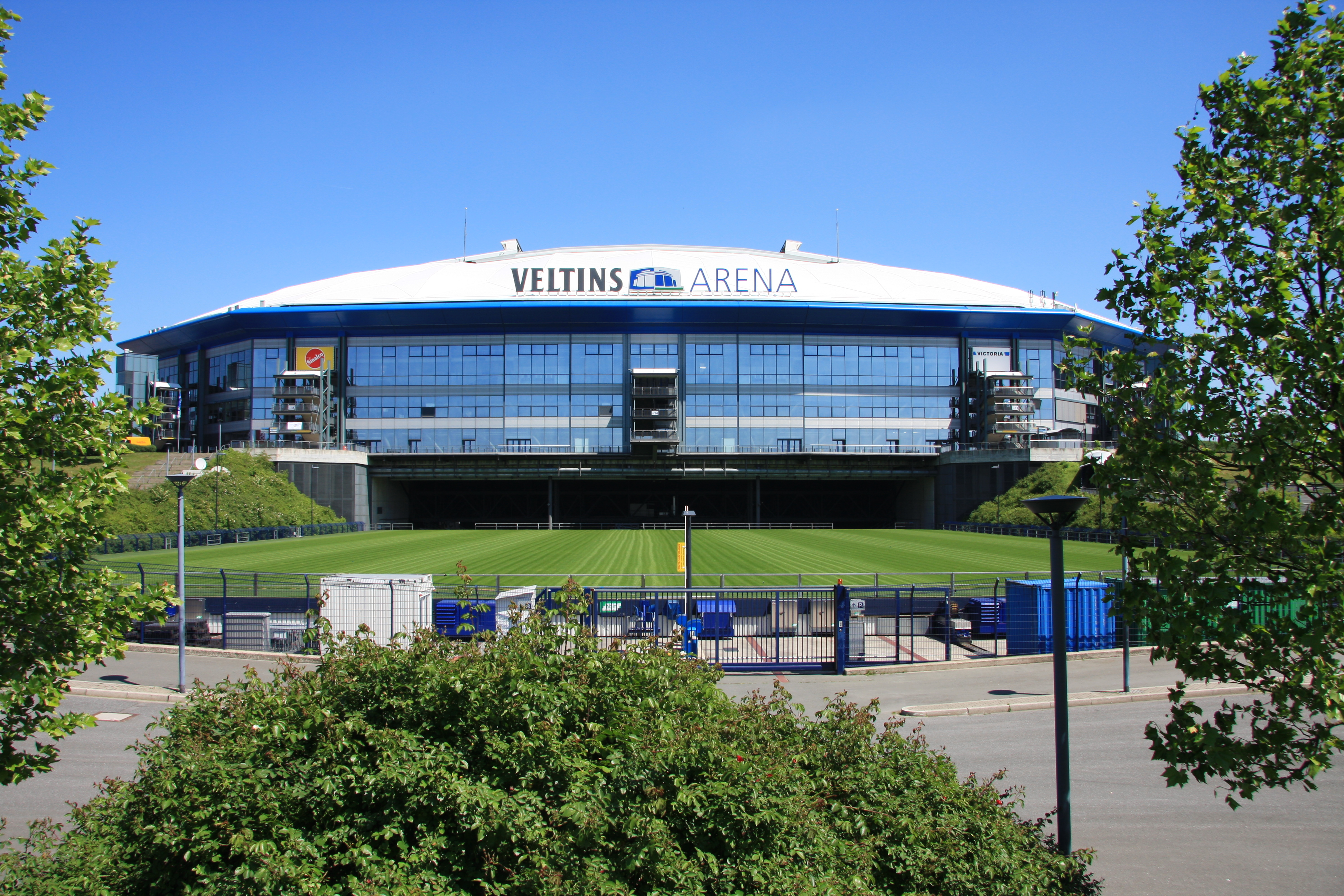
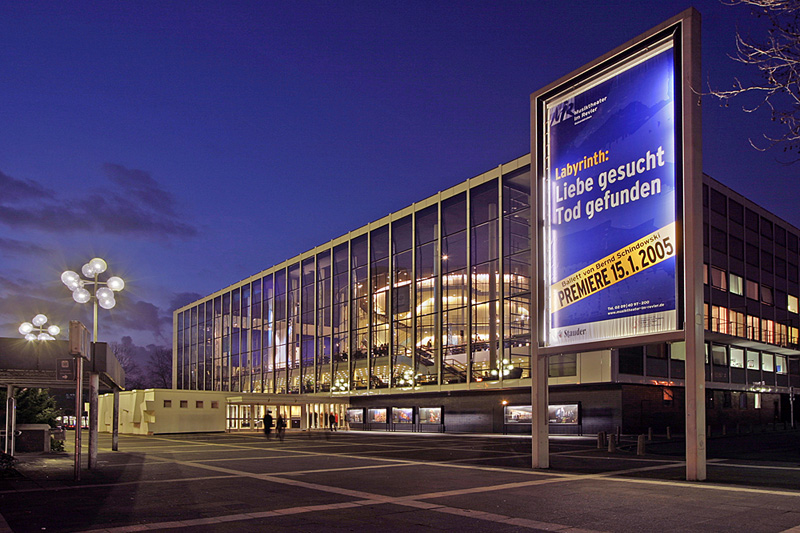
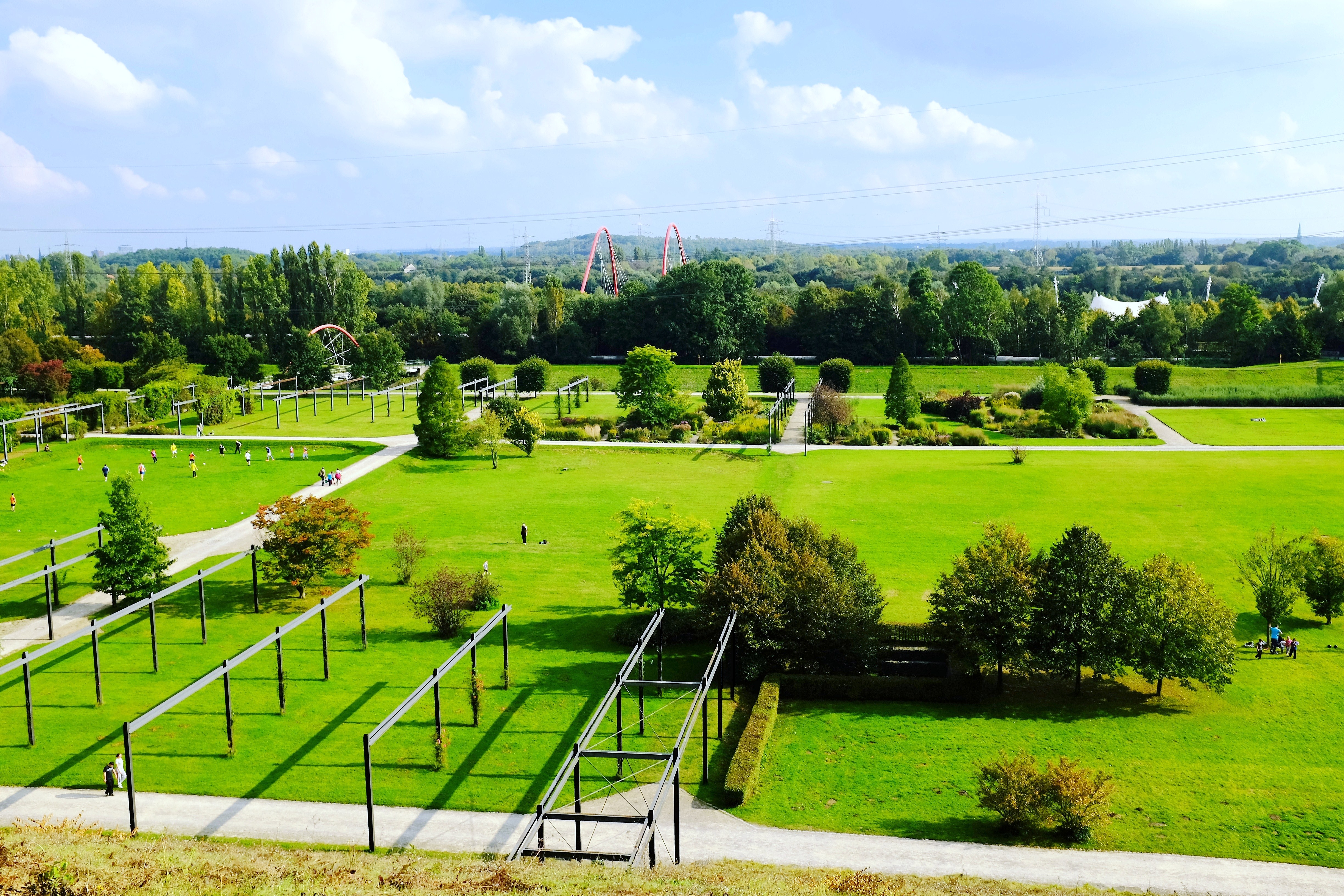
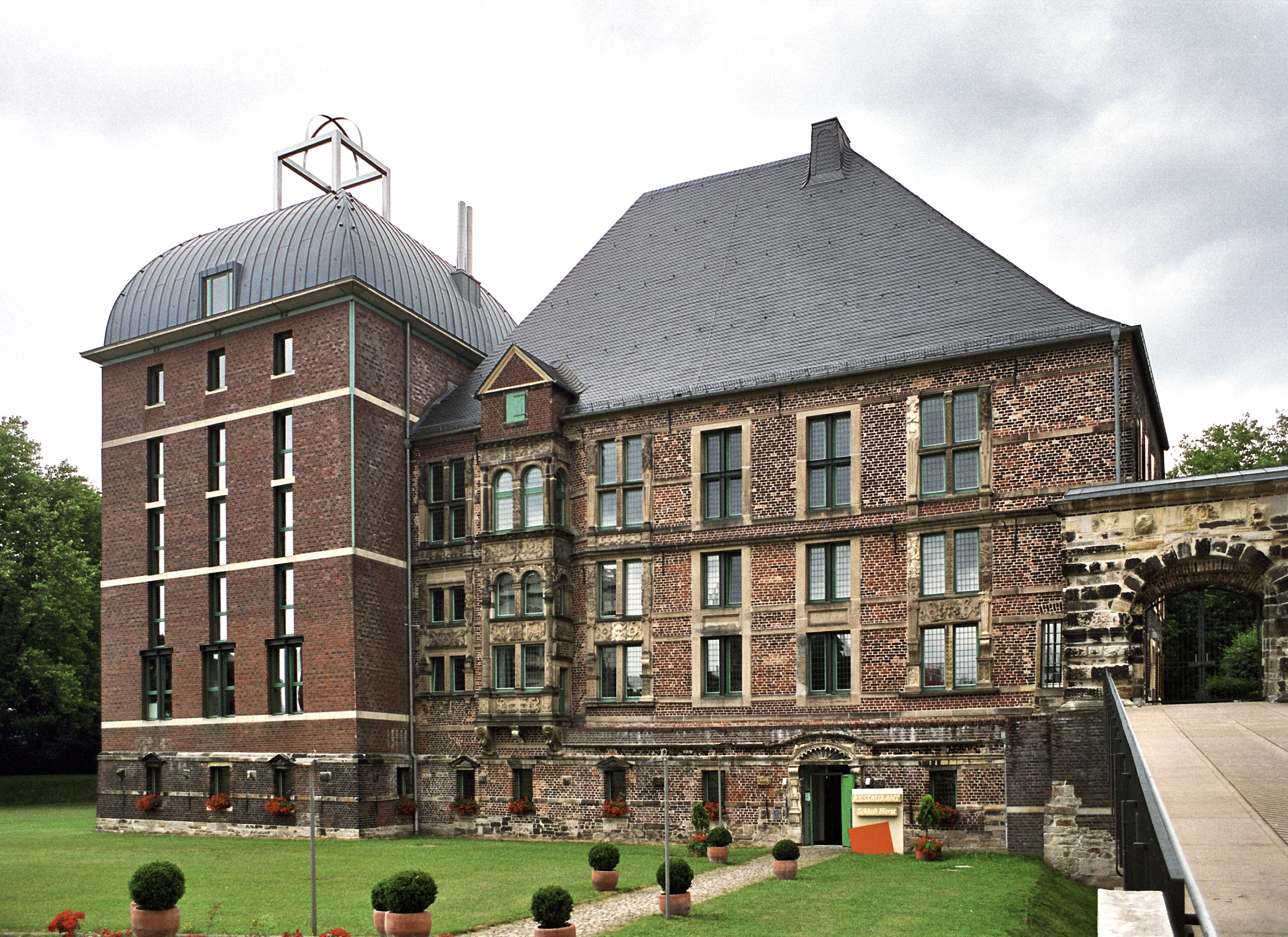
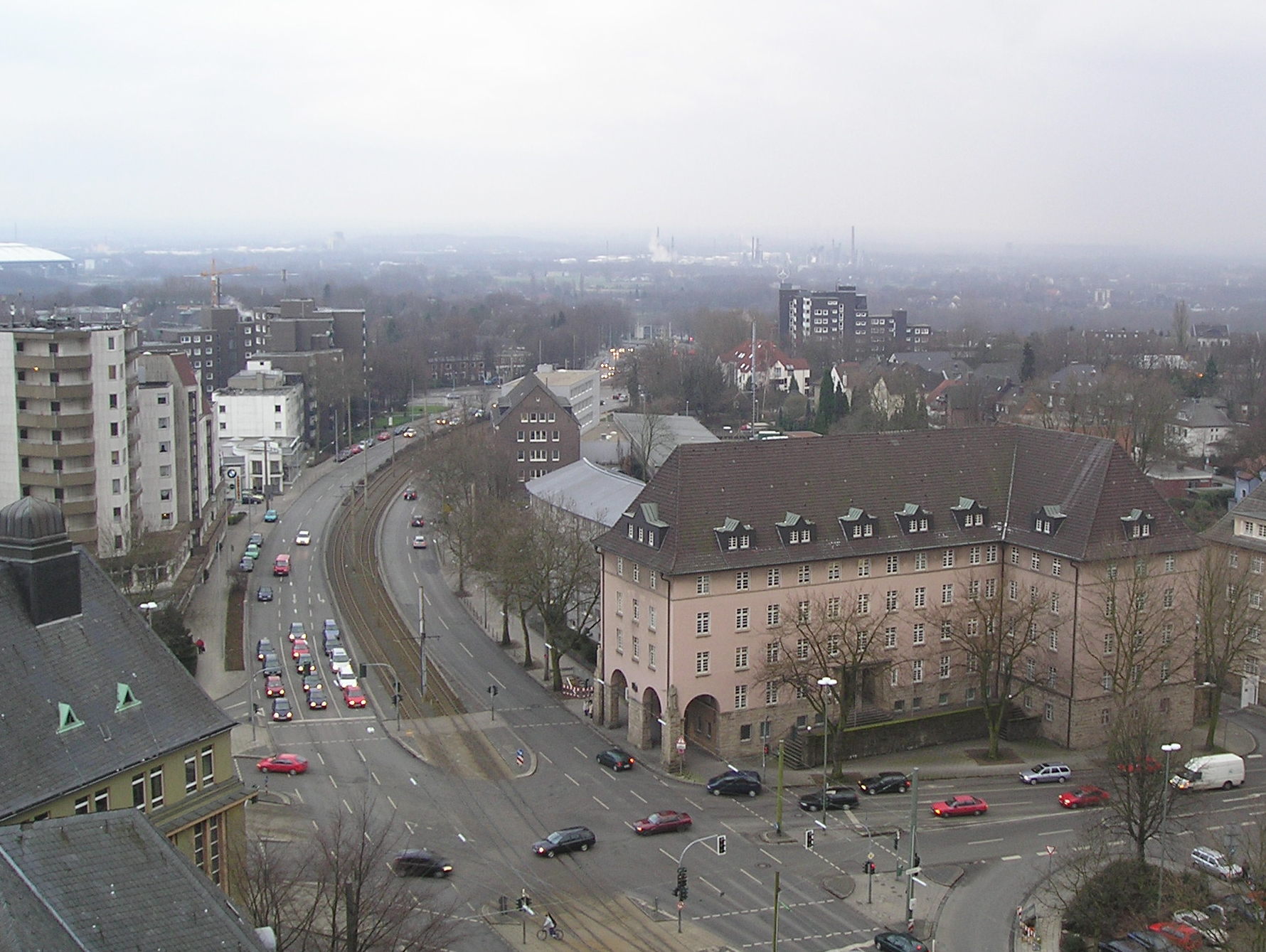

- Gelsenkirchen

## 引用
1. ↑  Bevölkerung der Gemeinden Nordrhein-Westfalens am 31. Dezember 2023 – Fortschreibung des Bevölkerungsstandes auf Basis des Zensus vom 9. Mai 2011
2. ↑  Stadt Gelsenkirchen: Bevölkerung am Ort der Hauptwohnung nach der 1. Staatsangehörigkeit (Memento des Originals vom 28. 10月 2016 im Internet Archive)  情報 Der Archivlink wurde automatisch eingesetzt und noch nicht geprüft. Bitte prüfe Original- und Archivlink gemäß Anleitung und entferne dann diesen Hinweis., abgerufen am 29. Oktober 2016
3. ↑  Stadt Gelsenkirchen: Bevölkerung am Ort der Hauptwohnung nach der 1. Staatsangehörigkeit (Memento des Originals vom 28. 10月 2016 im Internet Archive)  情報 Der Archivlink wurde automatisch eingesetzt und noch nicht geprüft. Bitte prüfe Original- und Archivlink gemäß Anleitung und entferne dann diesen Hinweis., abgerufen am 29. Oktober 2016